# Eucelatoria occulta
Eucelatoria occulta là một loài ruồi trong họ Tachinidae.